# João Paulo Lorenzon
João Paulo Lorenzon  (São Paulo, 17 de julho de 1979) é um ator e diretor teatral brasileiro. Em 2012 foi indicado ao Prêmio Shell como melhor ator e representante do país no Festival Internacional de Avignon, na França, em 2015. Fundou e dirige a Espaço Mágico Escola de Teatro e a Companhia Espaço Mágico.

## Biografia e carreira
Em 2002, João Paulo funda sua própria escola de teatro (Espaço Mágico Escola de Teatro) ao lado de seu amigo de infância Daniel de Luccia, que depois torna-se seu patrocinador oficial desde o seu segundo espetáculo: "O Funâmbulo", de Jean Genet (2009).
Em 2008, atuou no monólogo centrado no universo de Jorge Luis Borges, "Memória do Mundo". O crítico Luiz Fernando Ramos escreveu o seguinte sobre a atuação do ator: "Lorenzon atinge uma intensidade verdadeiramente teatral nas partes menos verbalizadas, distantes das palavras cristalinas do escritor." No ano seguinte, estreou o espetáculo solo "O Funâmbulo", centrado no poema de Jean Genet. Lorenzon viajou até Paris para conversar com os detentores dos direitos autorais, e disse que nunca havia visto "tanta exigência" para liberar os direitos de uma peça.

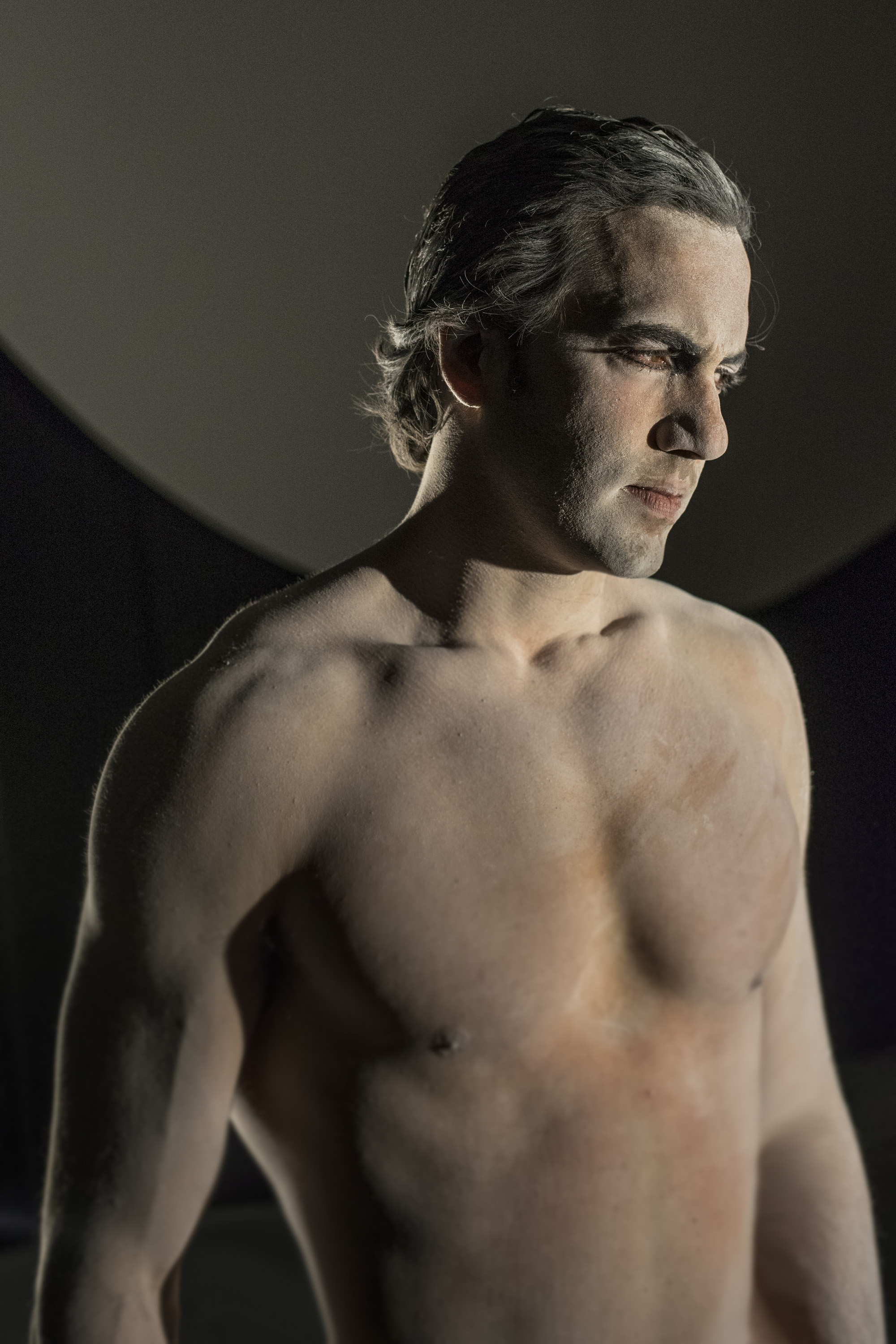
João Paulo Lorenzon em "Nijinsky"

Em 2010, chega ao seu terceiro monólogo: "De Verdade", adaptação do livro homônimo de Sándor Márai, encerrando "A Trilogia da Solidão", sob a direção de Antonio Januzelli, Janô. O crítico Dirceu Alves Pinto escreveu sobre este ciclo: "Lorenzon se destaca na difícil seara dos Monólogos. Convence e emociona ao retratar um homem que não conseguiu se entregar às duas mulheres de sua vida."
Em 2011, se une ao fotógrafo e artista plástico Maurizio Mancioli e cria um espetáculo-performance: "Água", monólogo em que o ator fica imerso em 3 toneladas de água. O espetáculo fez duas temporadas na galeria de arte contemporânea Parahaus.
Lorenzon foi indicado ao Prêmio Shell em 2012 por sua atuação como o escritor cego argentino Jorge Luis Borges no espetáculo "Eu Vi O Sol Brilhar em toda a sua Glória". Este espetáculo foi selecionado pela Funarte como o monólogo paulistano a representar o país no programa " Ano do Brasil em Portugal - Mostra de Teatro do Brasil ", no Teatro Nacional D. Maria II, em Lisboa, Portugal.
Em 2015, interpretou o bailarino russo Nijinsky na peça "Nijinsky - Minha Loucura é o Amor da Humanidade", único espetáculo brasileiro selecionado pelo Festival Internacional de Avignon na França.

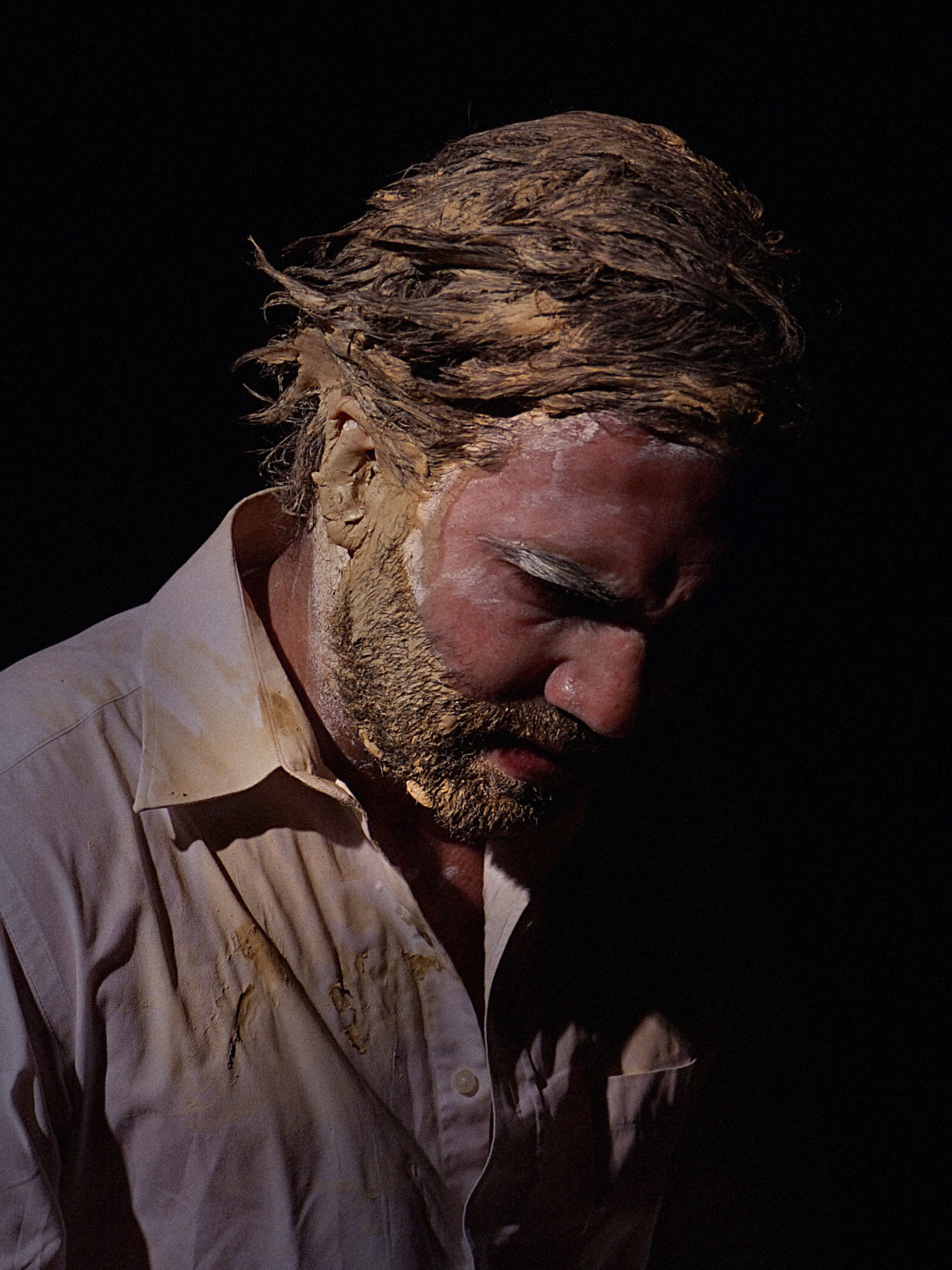
Joao Paulo Lorenzon encarna Van Gogh

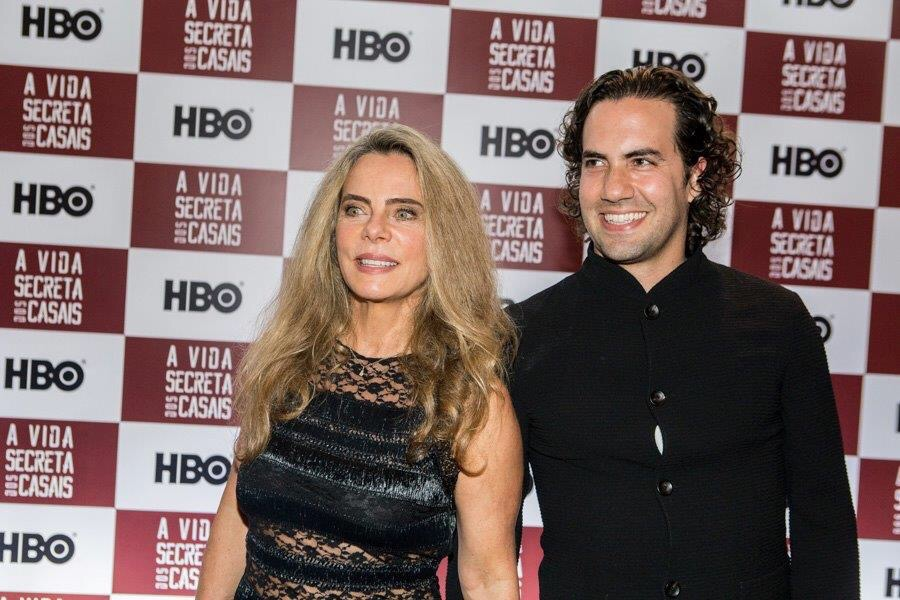
Foto Divulgação: Lançamento da Série "A Vida Secreta dos Casais", HBO Brasil

Em 2018, Lorenzon estreia “Todos os Sonhos do Mundo”, espetáculo inspirado no universo de Fernando Pessoa e realiza simultaneamente, ao lado do fotógrafo italiano Maurizio Mancioli, a mostra de fotografia “Das Trevas Sonho”, celebrando a parceria de 10 anos dos dois artistas. Mancioli, neste período registrou com sua câmera os últimos seis trabalhos de Lorenzon. O filósofo e psicanalista Alan Victor Meyer, curador da exposição, define a essência da mostra: “ A trajetória de Lorenzon é a de um poema épico, 10 anos, 10 peças, um verdadeiro “tour de force” voltado a trazer o que há de mais belo e significativo nas nossas letras para o palco. É um privilégio ter esses momentos captados pelo olhar sensível de Mancioli e, com isso, toda essa inquietação pessoal do nosso ator, dramaturgo e diretor, como aquela de toda uma geração, preservada em suas fotos. A mensagem de Lorenzon é a procura de um lugar onde apesar de tudo seja possível reencontrar a vitalidade e a alegria de viver”.
Em 2019, encarna Van Gogh em seu décimo trabalho autoral, Van Gogh - Sombra do Invisível, criado a partir de Cartas a Théo, sob direção de Helena Fraga, no pequeno porão do Teatro Viga. O editor do Caderno 2, do jornal O Estado de S. Paulo, Ubiratan Brasil, escreveu: “Van Gogh - A Sombra do Invisível traz a união da coragem e da fraqueza. O Monólogo comprova que, por mais que pudesse ser errático e difícil, por mais que sofresse de colapsos nervosos e depressões, Van Gogh estava longe de ser o maluco consagrado pelo mito, mas, sim, o homem com uma determinação férrea de aprender e crescer como artista. João Paulo Lorenzon se inspira em Van Gogh para falar sobre superação”. O espetáculo prorrogou e ficou no total 5 meses em cartaz na cidade de São Paulo, onde realizou uma série de debates e diálogos durante sua temporada. 
Lorenzon se especializou em monólogos, de 2008 a 2018 produziu dez trabalhos autorais experimentais, sendo cinco monólogos consecutivos, entre 2008 e 2012 e mais um em 2019.

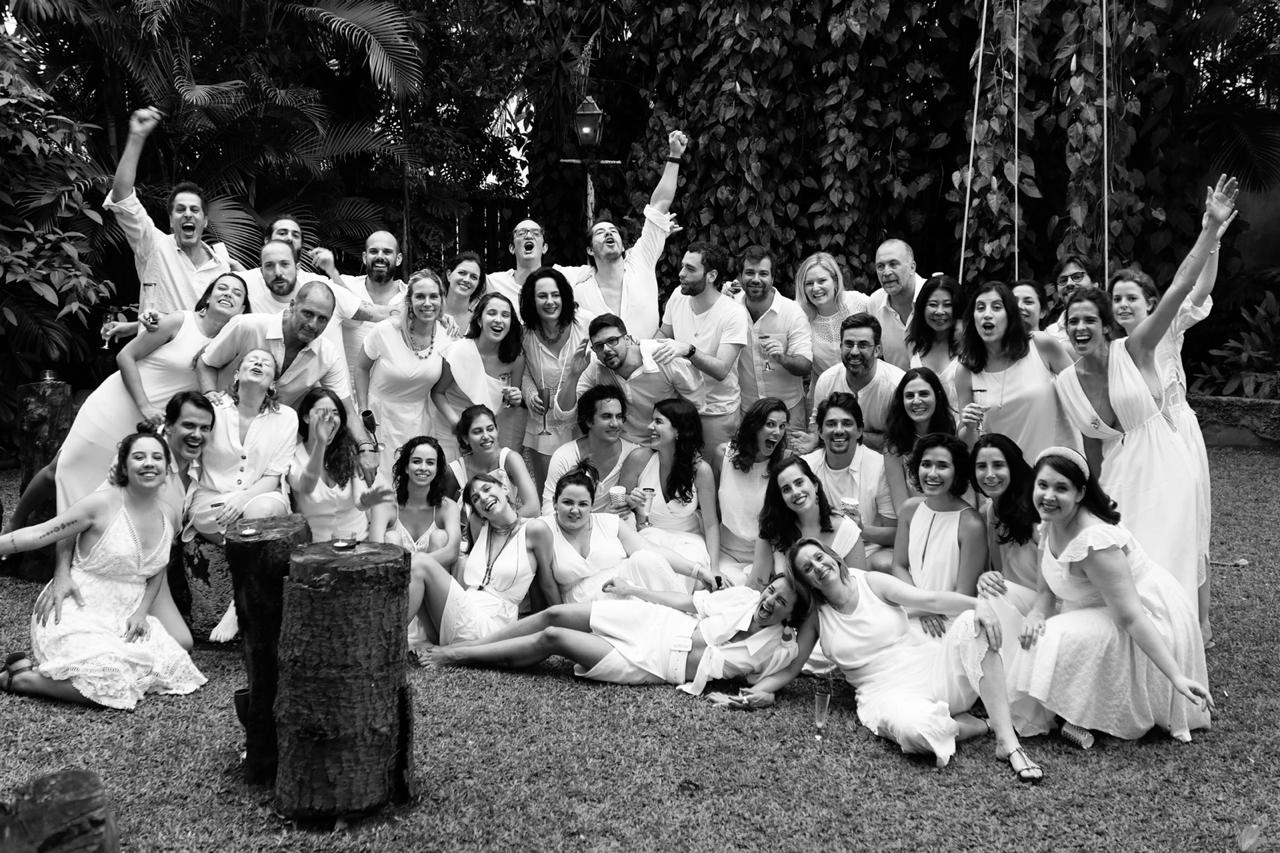
Encerramento do Festival Magico de Teatro 18a Edição

Na virada de 2019 para 2020, o Festival Mágico de Teatro, realizado pela Escola de Teatro Espaço Mágico chegou a sua décima oitava edição. 

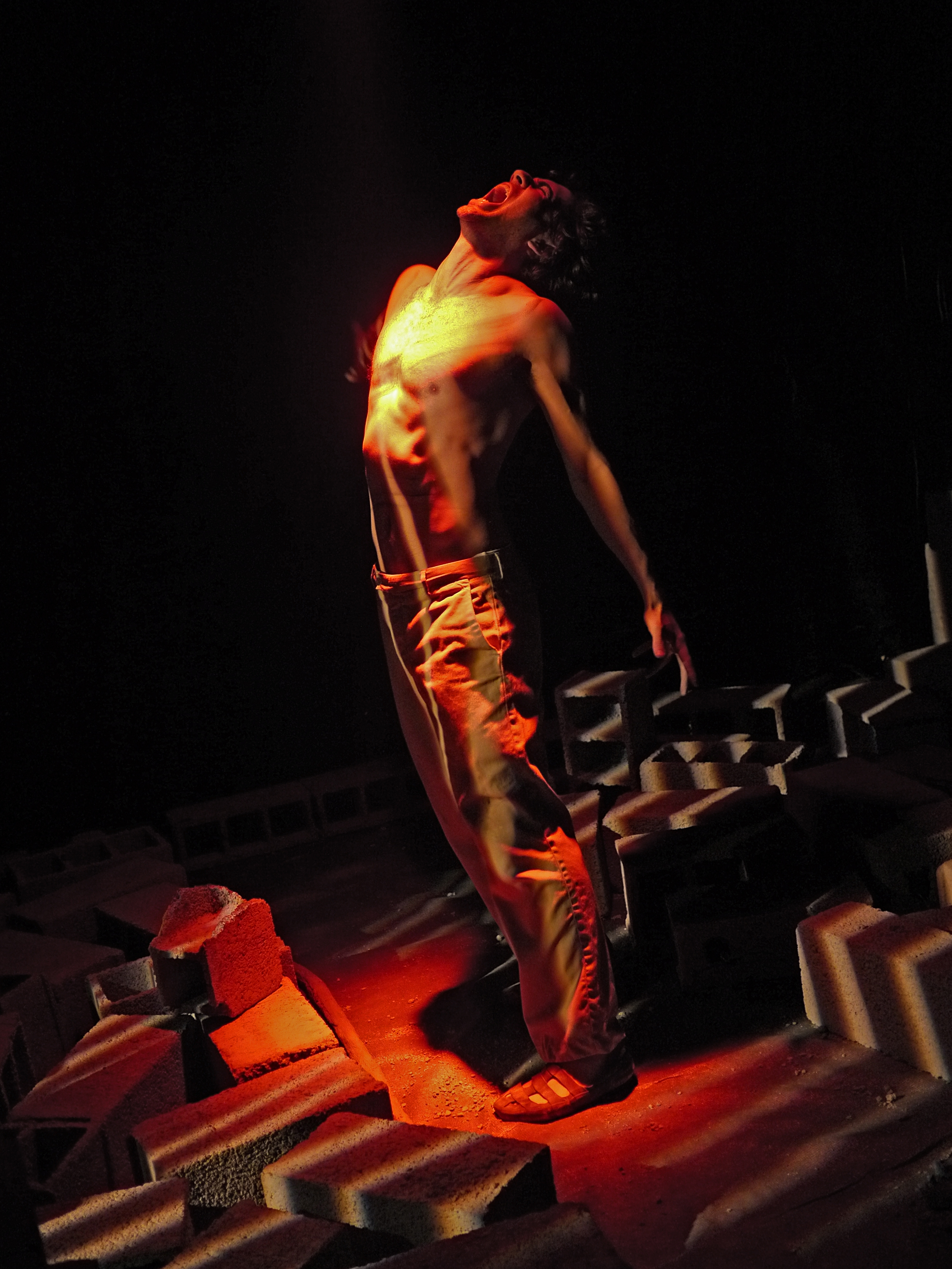
Cena do espetáculo "Eu Vi o Sol Brilhar em Toda a Sua Glória" - 2012

Em janeiro de 2021, a Cia. Espaço Mágico foi convidada a integrar o livro "Teatro de Grupo na Cidade de São Paulo e na Grande São Paulo: Criações Coletivas, Sentidos e Manifestações em Processos de Lutas e de Travessias", uma celebração ao teatro paulistano. O livro é um registro histórico do teatro que pulsa em suas salas e ruas, reunindo textos de 194 coletivos, com seus processos criativos, e artigos de 16 especialistas. A obra é um lançamento da Associação dos Artistas Amigos da Praça (Adaap), instituição que rege a escola de teatro, em parceria com a Secretaria Municipal de Cultura. A organização e curadoria foi realizada por Alexandre Mate e Marcio Aquiles e direção executiva de Ivam Cabral, que afirma: “Este livro certamente vai se tornar uma referência e fonte para pesquisadores, estudantes e artistas do mundo todo. Provavelmente é a obra mais completa sobre o fenômeno teatro de grupo publicada no Brasil até hoje. Além de produzir novos conhecimentos, o objetivo é difundi-los de forma a popularizar essas centenas de coletivos, dar mais visibilidade a seus trabalhos e legitimar uma produção que gera frutos notórios para a economia e a cultura do país”.
Em 2023, a Espaço Mágico Escola de Teatro, que completou 20 anos de história no ano anterior, foi selecionada pela Revista Vogue entre as escolas de teatro paulistanas de referência. Uma brilhante matéria que convida pessoas - sem aspirações a serem atores e atrizes profissionais - a conhecer o mundo do teatro como fonte para expandir suas aptidões de expressão e criatividade. Nas palavras do diretor teatral e ator Élcio Nogueira Seixas, a Escola Espaço Mágico é um “centro teatral de exploração das potencialidades criadoras humanas, onde Lorenzon compartilha com seus amigos-alunos sua filosofia cênica do conhecimento de si e do universo que o contém.” 

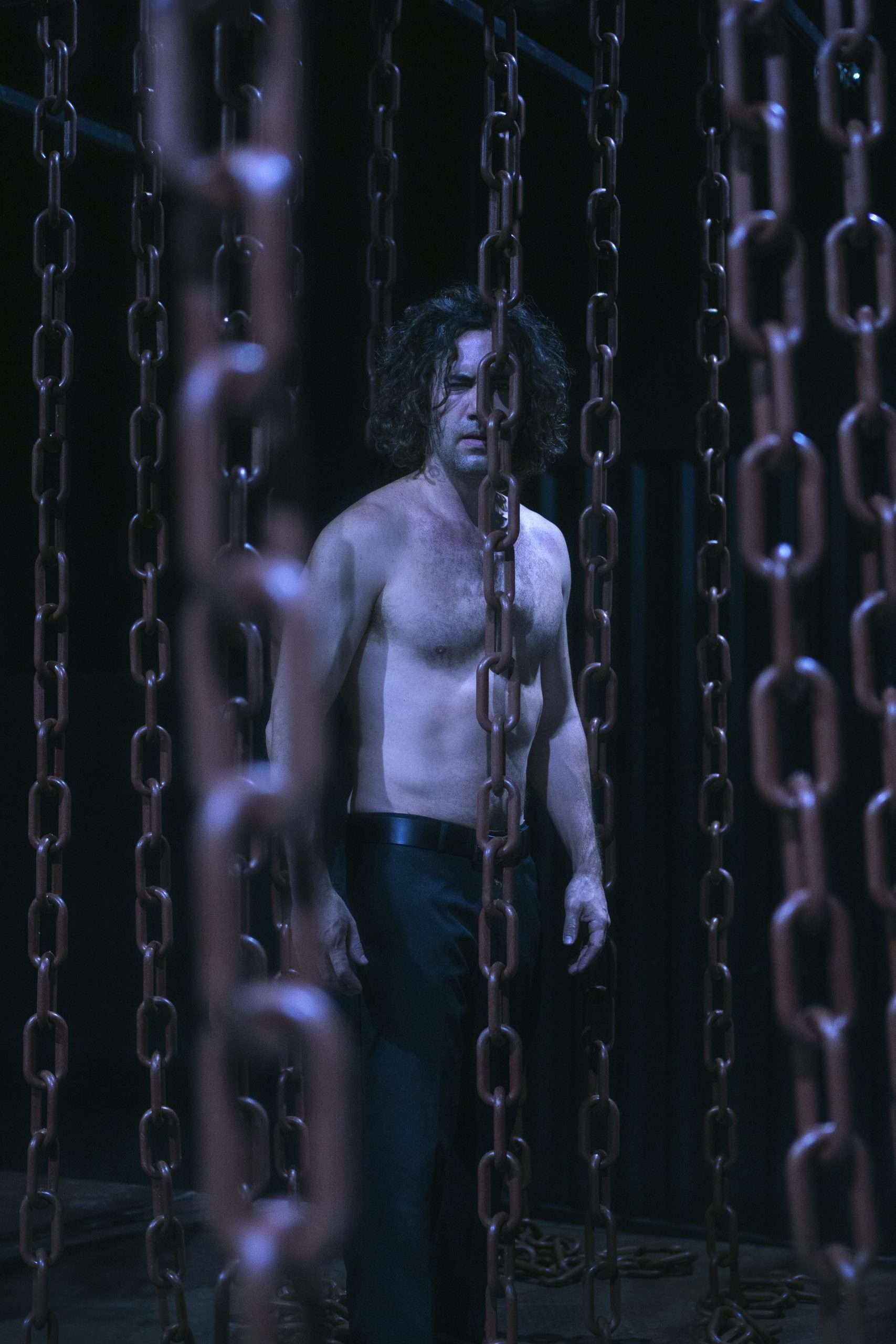
João Paulo Lorenzon interpreta grandes enfrentamentos da condição humana em "Quase Infinito"

Em 2024, Lorenzon estreou o monólogo “Quase Infinito” em duas temporadas. No teatro do SESC Pompeia em maio e junho, e no Teatro FAAP, entre agosto e setembro. Baseada no universo das obras do dramaturgo Jorge Luis Borges, a peça - em cinco atos - apresenta grandes enfrentamentos da condição humana no mundo moderno: o confronto com a tentação do ódio; o confronto com o nada e o esquecimento, como ameaças de esvaziamento de si próprio e do mundo; o confronto com a incomunicabilidade; e as chances de renascimento disponíveis para agarrarmos a cada novo dia. Quase Infinito é o sétimo monólogo de Lorenzon e o terceiro inspirado no universo de Jorge Luis Borges. O espetáculo foi muito bem recebido, com grande repercussão na imprensa e entre grandes nomes do teatro que assistiram e gravaram depoimentos ao ator. 

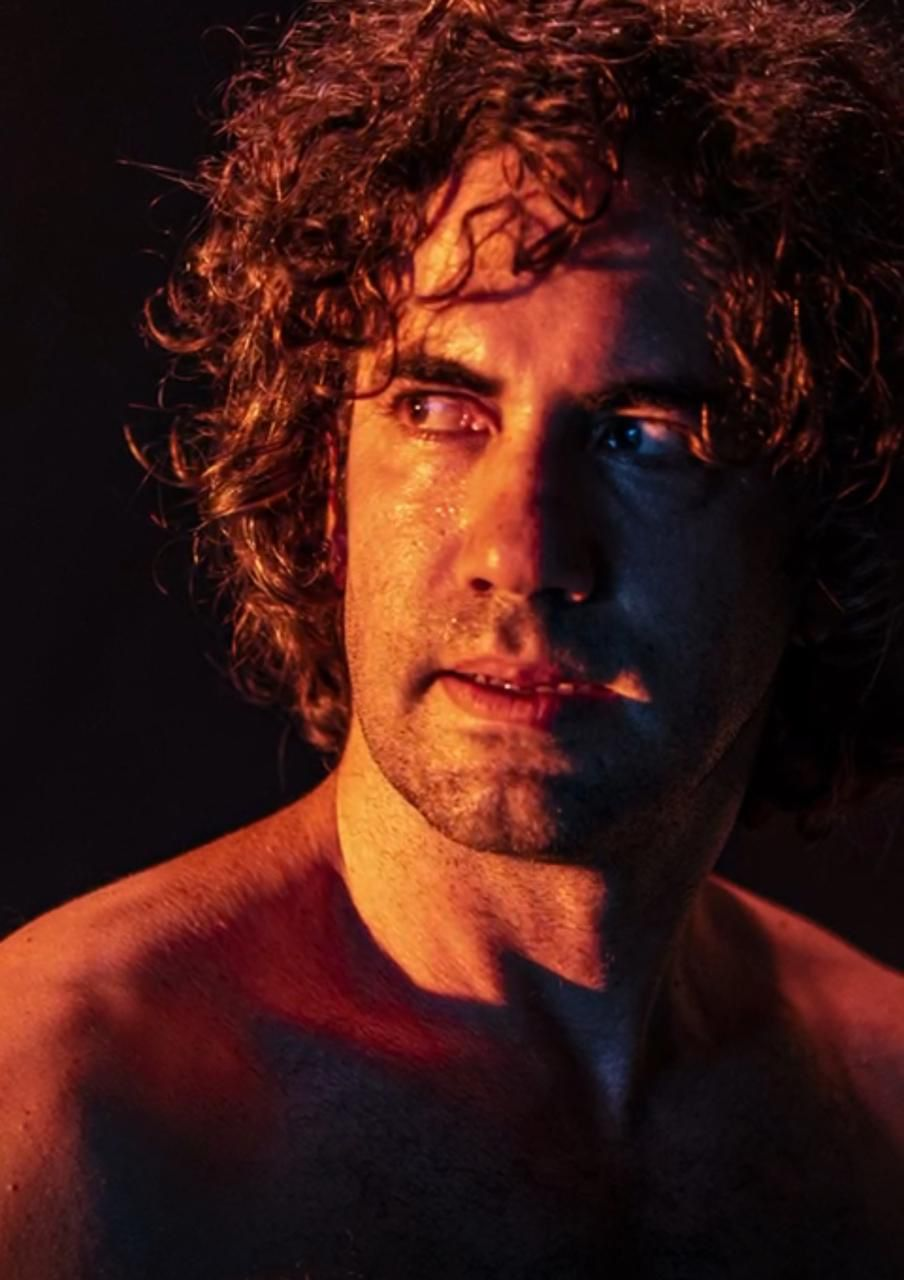
João Paulo Lorenzon em cena no espetáculo "Quase Infinito"

O filósofa Camila Salles escreveu o seguinte sobre a atuação do ator: “João Paulo Lorenzon é um autor, poeta e ator contemporâneo. Ouvi o ódio de Macbeth -  mas também de muitos nós outros (ou mesmos) - da grande literatura que nos deu forma e que tirou esta que pretendemos ostentar. É claro que João nos lembra todos os grandes autores do século XX, que nos atingem em profundidade, sobretudo os da literatura e da filosofia. O julgamento absurdo, o encarceramento, a crueldade, o Nada, o Tempo...O inapreensível si mesmo, a ternura “malgré tout” e, é claro, Charles Chaplin. O script lembra todos porque é original. O toque brechtiano fica por conta dos co-atores cenográficos e iluminadores. É teatro poético-contemporâneo porque secreta passado - ainda que de forma relutante.”

## Filmografia

### Teatro

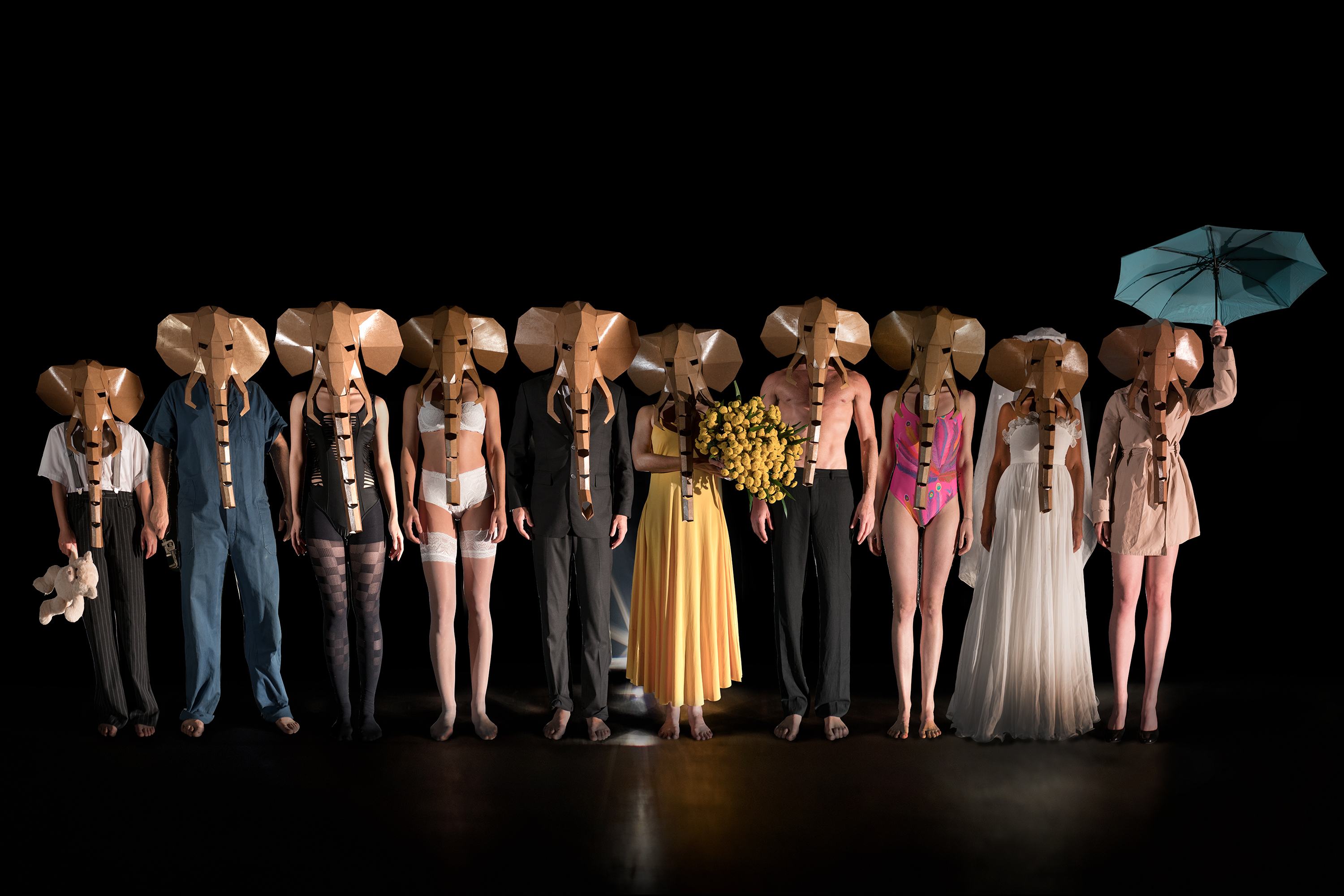
Foto Divulgação do Espetáculo "Havemos de Amanhecer"

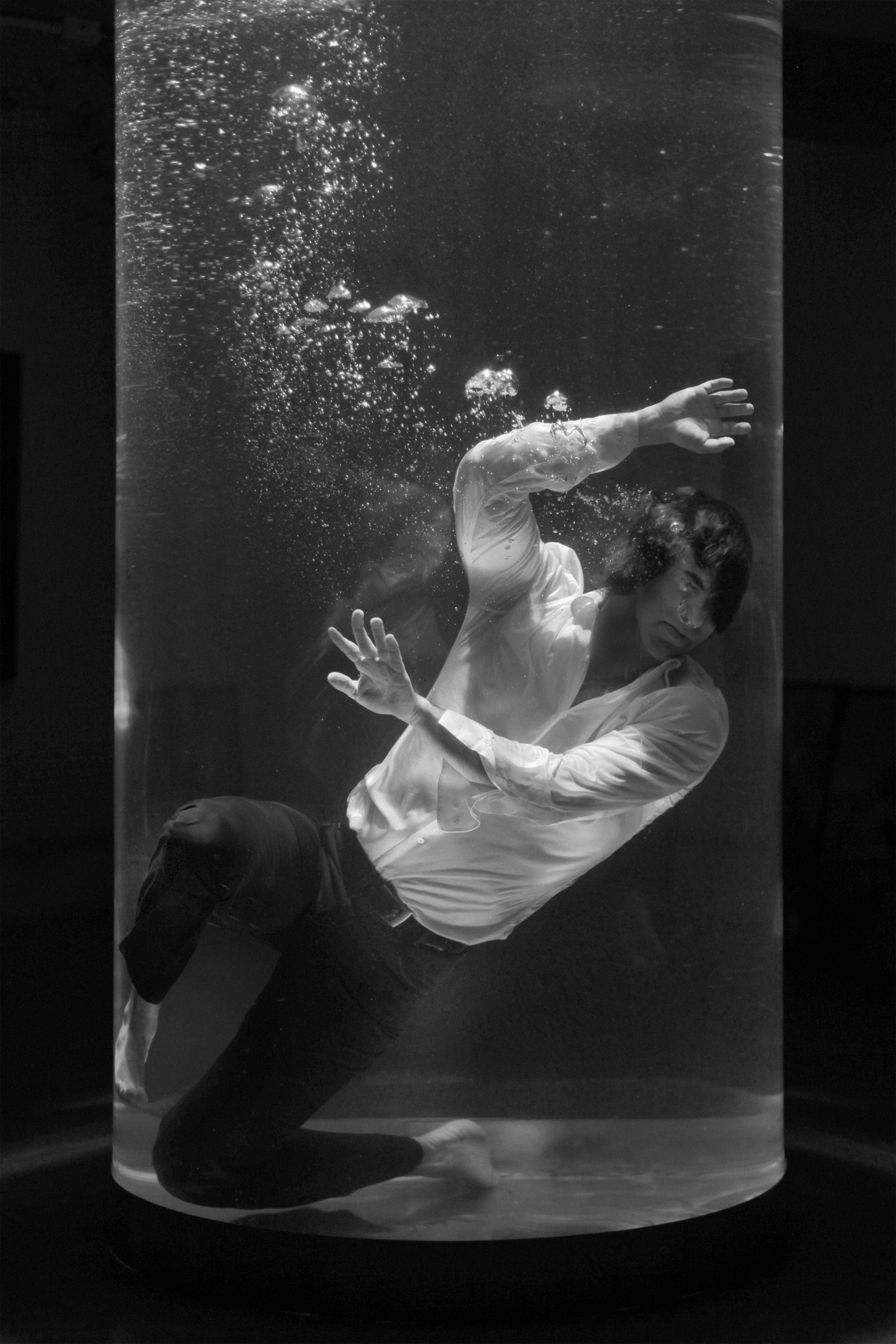
"Abismo", foto integrante da exposição "Das Trevas Sonho" (2018)

| Ano  | Título                                                     | Papel                   | Nota                                                      |
| ---- | ---------------------------------------------------------- | ----------------------- | --------------------------------------------------------- |
| 2008 | Memória do Mundo                                           | Jorge Luis Borges/Argos | Direção: Élcio Nogueira Seixas                            |
| 2009 | O Funâmbulo                                                | Abdallah Bentaga        | Direção: Joaquim Goulart. Direção de arte: Daniela Thomas |
| 2010 | De Verdade                                                 | Pétér                   | Direção: Antônio Januzelli                                |
| 2011 | Água                                                       | Vários personagens      | Direção: Maurizio Mancioli e João Paulo Lorenzon          |
| 2012 | Eu Vi o Sol Brilhar em Toda a Sua Glória                   | Jorge Luis Borges/Aleph | Direção: João Paulo Lorenzon                              |
| 2013 | Holher Mumem – Até onde se misturam um homem e uma mulher? | Holher                  | Direção: Arieta Corrêa e João Paulo Lorenzon              |
| 2014 | NIJINSKY - Minha Loucura é o Amor da Humanidade            | Nijinsky                | Direção: Gabriela Mellão e João Paulo Lorenzon            |
| 2015 | Havemos de Amanhecer                                       | Homem solitário         | Direção: João Paulo Lorenzon                              |
| 2018 | Todos os Sonhos do Mundo                                   | Palhaço                 | Direção: João Paulo Lorenzon                              |
| 2019 | Van Gogh - A Sombra do Invisível                           | Van Gogh                | Direção: Helena Fraga                                     |
| 2024 | Quase Infinito                                             | O Homem                 | Direção: Elcio Nogueira Seixas                            |

### Séries para Televisão
| Ano       | Título                    | Papel            | Nota        |
| --------- | ------------------------- | ---------------- | ----------- |
| 2017-2019 | A Vida Secreta dos Casais | Daniel Madureira | 9 episódios |

### Filmes para Televisão
| Ano  | Título             | Papel | Nota           |
| ---- | ------------------ | ----- | -------------- |
| 2000 | De Cara Limpa      | Fábio |                |
| 2003 | Cheque de Terceiro | Kid   | Curta-metragem |